# Briggsia forrestii
Briggsia forrestii là một loài thực vật có hoa trong họ Tai voi. Loài này được Craib mô tả khoa học đầu tiên năm 1920.